# 清華承宣
清華承宣（越南语：／）是越南後黎朝十三承宣之一，北連兴化承宣、山西承宣、山南承宣，南接乂安承宣，東濱南海，西隔長山山脈同哀牢為界。

## 建制沿革
黎聖宗光順七年（1466年）定天下十二承宣，設置清化承宣。光順十年（1469年），更名為清華承宣，同時將長安、天關二府劃出改隸山南承宣。洪德二十一年（1490年）四月，黎聖宗下令繪製各承宣地圖（劃定版圖），各承宣改題為「處」，清華承宣為清華處。
黎中興時，黎莫以三疊山界，莫朝領長安府、天關府二府，稱清華外鎮，黎中興朝領餘下四府稱清華內鎮。
西山朝時清華外鎮屬北城轄，內鎮則由西山朝朝廷直領。嘉隆元年（1802年），阮福映滅西山，將清華內外鎮劃入朝廷直接管轄。嘉隆五年（1806年），清華外鎮更名為清平道，仍隸屬清華鎮管轄。明命三年（1822年），清平道改為寧平道。明命十年（1829年），寧平道改為寧平鎮，自清華鎮獨立設鎮。明命十二年（1831年），隨北城、直隸諸鎮撤鎮改省，清華鎮撤改為清華省。

## 行政區劃
光順十年（1469年），清華承宣領四府十六縣四州。
- 紹天府領八縣：梁江縣、永寧縣、雷陽縣、東山縣、安定縣、錦水縣、石城縣、平江縣

- 河中府領四縣：弘化縣、淳祐縣、峨江縣、宋江縣

- 靖寧府領三縣：農貢縣、廣昌縣、玉山縣

- 清都府領一縣四州：壽春縣、良政州、椰關州、蠶州、岑州